# NGC 6520
NGC 6520 је расејано звездано јато у сазвежђу Стрелац које се налази на NGC листи објеката дубоког неба.
Деклинација објекта је - 27° 53' 28" а ректасцензија 18h 3m 25,0s. Привидна величина (магнитуда) објекта NGC 6520 износи 7,6. NGC 6520 је још познат и под ознакама OCL 10, ESO 456-SC42.